# Велимир Михаило Теодоровић
Велимир Михаило Теодоровић (Рогашка Слатина, 8. мај 1849 — Минхен, 31. јануар 1898) био је српски добротвор и задужбинар, и ванбрачни син кнеза Михаила.

## Биографија
Рођен је као ванбрачно дете седамнаестогодишње Словенке Марије Бергхауз из Штајерске и кнеза Михаила. Маријин отац је радио као марвени лекар (баденмајстер) у бањи у Рогашкој Слатини. Кнез се бавио у бањи 1848. године и тада се зближио са Маријом. Њихов син је крштен у католичкој цркви као Виљем.
Михаило је Марији и сину купио кућу у Бечу, дао мираз, за дете је преко свог бечког банкара Тиркеа плаћао издржавање. Четири године касније она се удала за извесног доктора Шустера, који је у Велимиру видео само извор прихода, утицао је на Марију да за издржавање тражи све више новца. Због великих задужења за која је доктор заслужан, кућа је стављена на продају ради измирења дугова. Кућу је по кнежевој вољи откупио банкар Тирке и ставио га сада на Велимирово име. Незадовољан због овакве ситуације, посебно због Велимировог образовања, отац га је 1857. године довео у Београд. Велимир је најпре живео код Анте Радивојевића, Михаиловог управника добара. Антина жена Софија се трудила да Велимиру замени мајку, а њен син Живко му је био као брат.
И поред тога што је Велимир у почетку говорио само немачки, уписан је у основну школу код Саборне цркве, где је солидно учио. По савету личног лекара и повереника кнеза Михаила, доктора Карла Пацека (слч. Karol Pacek), Велимир је 1861. године уписан у школу Стеве Тодоровића, заједно са Стевановим сестрићем Јованом Стојшићем и Живком Радивојевићем. У то време Велимиру је додељен лични собар, Теодор Петковић, који је доживотно обављао тај посао. Од својих ђака из сликарске школе, Стева Тодоровић је образовао "Прву српску дружину за гимнастику и борење", чији је Велимир био члан, као и синови других високих државних службеника и угледних грађана Београда. Дружина је приређивала јавне часове са вежбањем, борењем и разним такмичењима, а кнез Михаило је одушевљен овом идејом помогао да се у близини зграда Српске академије наука, поравна земљиште, огради и направе дрвене справе за вежбање.
На предлог Илије Гарашанина, Велимир је затим наставио да учи у кући професора Милутина Стојановића, који му је пренео љубав према позоришту, књижевности и уметности. Професор их је током летњих распуста водио у Италију, Швајцарску или Француску, како би упознали пределе и људе. Уз Велимира је била и група ђака, међу њима и даље Живко Радивојевић.
Велимир је чешће посећивао кнегињу Јулију, него свог оца, са којим се налазио увече у билијарској сали у сутерену старог двора. Кнез је био веома суздржан према њему, плашећи се да би га претераном пажњом размазио, што је био и чест обичај у то време, посебно са мушком децом.
Када је напунио седамнаест година (1866), на очев наговор је прешао у православну веру, а кум на крштењу му је био београдски митрополит Михаило. На крштењу је добио име Велимир Теодоровић. Теодоровић је било старо презиме Обреновића. Од тада се увек потписивао као Велимир Михаило (по оцу) Теодоровић.
Израстао је у лепог младића, веома је личио на оца, како стасом и ликом, тако и бојом гласа, покретима и по нарави. Волео је поезију, био добар јахач и мачевалац.
Пошто је у Србији завршио шест разреда гимназије, 1867. године је уписан у приватну гимназију професора Оливијера у близини Женеве. Уз личног собара, у његовој пратњи се налазио и кнежев ађутант Александар Протић. Тамо се последњи пут сусрео са оцем, који се враћао са Светске изложбе у Паризу, и од њега је том приликом добио брилијантски прстен, изузетне вредности и лепоте. У то време, кнез је одустао од намере да га јавно призна као сина наследника, пошто је намеравао да се ожени са Катарином Константиновић, очекујући законитог наследника.
После очеве смрти, у атентату у Кошутњаку 1868, пошто није било тестамента, на залагање митрополита Михаила, намесника и кнежеве сестре Петрије, одмах је доведен у Београд, додељено му је наследство, имање Мошија Негоја, површине 4.000 хектара, које се са јужне стране граничило са Дунавом и имало сопствено пристаниште, у Малој Влашкој и румунске обвезнице у вредности од 30.000 дуката, чиме му је обезбеђена будућност. Како је Велимир или (како је званично називан) "питомац кнеза Михајла" био малолетан, одређена су му три стараоца: митрополит Михајло, председник Касационог суда Ђорђе Петровић и председник Народне скупштине Живко Карабиберовић. Из Београда је послат на наслеђено имање, а затим је наставио студије у Минхену. Студирао је најпре агрономију, је се сматрало да ће му та знања бити од користи за управљање имањем у Малој Влашкој. Затим се преоријентисао на камералне науке (економија и политика).
Постао је 1870. године пунолетан са 21 годином живота, и ушао је у посед Негоје. Остатак родбине био је нетрпељив према њему, мада није показивао претензије, бојали су се да ће покушати да преузме престо, па му после студија није дозвољено да се врати у Србију.
Аустријске власти су на њега вршиле касније (1883) притисак да пређе у њихово поданство, у замену за кнежевску титулу и знатне друштвене позиције. Нуђено му је између осталог да влада неком српском облашћу у аустријској царевини. Он је то одбијао изговарајући се речима: Ја желим да останем сав Србин. Није прихватао никакве понуде тутуле, звања, почасти, јер за њега је био важан приватни живот и уверење: За мене је највећа почаст што сам Србин.
У Минхену се заљубио у ћерку руског посланика, али када је покушао да је запроси, охоло је одбијен, што га је веома разочарало и због чега се повукао из јавног живота, на Тегернско језеро, где је подигао кућу. У тој лепој вили на језеру је боравио лети и у јесен, а посећивали су га често млади Срби и Пруси студенти. Посветио се позоришту, уметности и књигама и бавио меценарством. Редован гост је био старац Моја Гавриловић добротвор учитељске сирочади. Материјално је помогао много учене Србе, попут Миленка Веснића, Ђорђа Јоановића, сликара Марка Мурата и друге. Имање Негоја је препустио Живку Радивојевићу, да управља њиме, а да од прихода живе обојица. Међутим, имању је због Живкових дугова запретила опасност од продаје на добош, због чега је Велимир морао да се одрекне имања на Тегернском језеру и да прода прстен који му је отац поклонио приликом њиховог последњег сусрета. Изабрао је другог управника и преселио се у Минхен.
Није се женио и није имао потомака. Напрасно је умро у педесетој години. Сахранили су га његов настојник Тодор и српски студенти у Минхену. Након Првог светског рата, на иницијативу Николе Пашића његови посмртни остаци су пренети у Београд и сахрањени у једној капели на Новом гробљу у Београду. Његов портрет начинио је сликар Стеван Тодоровић.

## Велимиријанум
Једини је из породице Обреновић који је своју имовину поклонио Србији. Према тестаменту из 1889. године за јединог наследника целокупне његове покретне и непокретне имовине је одредио Краљевину Србију. Тестамент је добио додатак 1893, по коме је оставио легат својој полусестри Терези Шустер, у облику суме која је требало да јој се доживотно исплаћује у немачким маркама, што је и чињено све до 1944. године. Према његовој жељи, његово имање је требало да буде одвојено од државног имања, као задужбина, под именом „Велимиријанум”, са циљем да помаже развоју науке, уметности, трговине, индустрије и занатства. За управљање задужбином и коришћење њеног фонда одредио је да буде једино и искључиво Државни савет.
Тек десет година након његове смрти, остаци његове имовине могли су да се користе у смислу тестамента. У међувремену, дошло је до расправа око наследства, које је држава морала да води пред румунским судовима, док су се као могући наследници појављивали ближи и даљи потомци породице Обреновића, који су оспоравали оснивање задужбине, међу њима, најупорнији су били потомци Михаилове сестре Петрије, а затим и краљица Наталија, као наследница краља Александра, која је тражила за суму од 30.000 дуката са 6% интереса. Држава је уз велике трошкове на терет задужбине успела да постигне поравнање са свим заинтересованим наследницима, док је имање Негоја у округу Долж на основу пресуде румунске власти морало бити продато 1904, од чега је Државни савет примио укупну суму од око 1.700.000 ондашњих динара у злату, заједно са заосталим примањима од имања.
Године 1905. краљ Петар I Карађорђевић је потписао Закон о раду задужбине, који је Државном савету омогућило да одреди начин руковања задужбином. Државни савет је објављивао извештај о стању Задужбине, о њеним приходима и расходима у протеклој години и сваке године у име Велимиријанума, одбор је у дневним листовима расписивао конкурс за примање помоћи. Први управник задужбине је био Никола Пашић. Касније је задужбином располагало Српско привредно друштво Привредник. Средствима задужбине је извршен пренос посмртних остатака Велимира Михаила на Ново гробље у Београду. Од 1935. до 1940. године известан број хуманитарних и добротворних установа је редовно примало средства за своје активности, иста средства су добијали и Српска академија наука и Београдски универзитет. Осим тога, Велимиријанум је сваке године откупљивао књиге и часописе од различитих издавача, које је слала на поклон гимназијама, учитељским школама, сеоским школама, министарствима и разним другим установама, док су по два примерка остајала за задужбинску библиотеку.
Од укупног задужбинског прихода десет процената се издвајало за унапређење и улепшавање Београда.
Задужбина је добро радила све до 1945. године.
Из Другог светског рата је Велимиријанум изашао тешко оштећен, а након укидања Државног савета, 1945. године Министарство просвете, по наређењу Председништва Владе је комисијски преузео управу над задужбином. Сачувани су документи о томе да је 1957. године Секретаријат за просвету исплатио помоћ основној школи у Горњем Милановцу и редакцији „Дечје новине”, при истој школи, као и да је последња помоћ из тог фонда је додељена 1971. године Србољубу Митићу, песнику сељаку из села Црљенца код Пожаревца. Задужбина постоји и данас, али не функционише.
Велимиријанум је Београду имао своју зграду, у улици Светог Саве број 11, у близини Хотела "Славија"- На главном улазу зграде бакарним словима је стајало исписано име задужбине. Слова су касније повађена, уместо њих су остале најпре само рупе, а затим је у приземљу направљен ресторан, па су уклоњене и рупе.

## Галерија
- Велимир Теодоровић, 1865. године

## Породично стабло
|  |                            |  |  |  |  |  |  |  |  |  |  |  |  |  |  |  |
|  | Теодор Михаиловић          |  |  |  |  |  |  |  |  |  |  |  |  |  |  |  |
|  |                            |  |  |  |  |  |  |  |  |  |  |  |  |  |  |  |
|  |                            |  |  |  |  |  |  |  |  |  |  |  |  |  |  |  |
|  | Милош Обреновић            |  |  |  |  |  |  |  |  |  |  |  |  |  |  |  |
|  |                            |  |  |  |  |  |  |  |  |  |  |  |  |  |  |  |
|  |                            |  |  |  |  |  |  |  |  |  |  |  |  |  |  |  |
|  | Баба Вишња                 |  |  |  |  |  |  |  |  |  |  |  |  |  |  |  |
|  |                            |  |  |  |  |  |  |  |  |  |  |  |  |  |  |  |
|  |                            |  |  |  |  |  |  |  |  |  |  |  |  |  |  |  |
|  | Михаило                    |  |  |  |  |  |  |  |  |  |  |  |  |  |  |  |
|  |                            |  |  |  |  |  |  |  |  |  |  |  |  |  |  |  |
|  |                            |  |  |  |  |  |  |  |  |  |  |  |  |  |  |  |
|  | Љубица Обреновић           |  |  |  |  |  |  |  |  |  |  |  |  |  |  |  |
|  |                            |  |  |  |  |  |  |  |  |  |  |  |  |  |  |  |
|  |                            |  |  |  |  |  |  |  |  |  |  |  |  |  |  |  |
|  | Велимир Михаило Теодоровић |  |  |  |  |  |  |  |  |  |  |  |  |  |  |  |
|  |                            |  |  |  |  |  |  |  |  |  |  |  |  |  |  |  |
|  |                            |  |  |  |  |  |  |  |  |  |  |  |  |  |  |  |
|  | Марија Бергхаус            |  |  |  |  |  |  |  |  |  |  |  |  |  |  |  |
|  |                            |  |  |  |  |  |  |  |  |  |  |  |  |  |  |  |
|  |                            |  |  |  |  |  |  |  |  |  |  |  |  |  |  |  |